# Luxor (Spiel)
Luxor ist ein Brettspiel des Spieleautors Rüdiger Dorn für zwei bis vier Spieler, das im Jahr 2018 im Verlag Queen Games erschien. Die Mitspieler versuchen in diesem kartengetriebenen Laufspiel mit ihrer Abenteurergruppe möglichst weit in den Tempel von Luxor vorzudringen und dabei möglichst viele Schätze einzusammeln. Im Erscheinungsjahr wurde das Spiel neben Azul und The Mind sowohl für das Spiel des Jahres wie auch für den Niederländischen Spielepreis nominiert, in beiden Fällen gewann allerdings Azul.

## Hintergrund und Spielmaterial
In Luxor spielen die Mitspieler die Rolle einer Forscher- und Abenteurergruppe, die in den geheimnisvollen Tempel von Luxor eindringen und auf ihrem Weg zur Grabkammer des Pharaos möglichst wertvolle Artefakte einsammeln. Dabei müssen sie jedoch gleichzeitig möglichst rasch zur Grabkammer vordringen, um möglichst viele Punkte zu machen.
Das Spielmaterial besteht neben der Spielanleitung aus:
- einem Spielplan mit dem spiralförmigen Grundriss des Tempels und der zentralen Grabkammer,
- einer Horustafel,
- einem Wertungstableau,
- 31 Startkarten,
- 24 Horuskarten in drei Leveln,
- 30 Schatzplättchen, dabei jeweils 10 mit Vasen, Schmuck und Statuen,
- 14 Tempelplättchen in drei Typen: Kobra, Falke und Löwe,
- sechs Horusplättchen,
- sechs Osirisplättchen,
- 20 Schlüssel,
- 18 Joker-Schatzplättchen,
- 22 Skarabäen,
- zwei Sarkophage,
- 20 Abenteurerfiguren in vier Farben,
- vier Zählsteine,
- vier Spielermarker,
- ein Startspielermarker,
- ein sechsseitiger Würfel.

## Spielweise

### Spielvorbereitung
Zu Beginn des Spiels wird der Spielplan in der Tischmitte ausgelegt. Die beiden Sarkophage werden in die Grabkammer gelegt und das Horus- und das Wertungstabelau kommen neben den Spielplan. Die Skarabäen werden verdeckt zusammen mit den Schlüsseln und den Joker-Schatzplättchen sowie dem Würfel ebenfalls neben den Spielplan platziert. Die Osiris-, Horus- und Schatzplättchen werden entsprechend der Anleitung auf den entsprechenden Feldern des Spielplans abgelegt, die restlichen Felder werden offen mit den Tempelplättchen aufgefüllt.
Jeder Spieler wählt eine Spielerfarbe und bekommt seinen Spielermarker, die fünf Abenteurerfiguren und den Zählstein. Drei der Abenteurerfiguren werden auf den Spielplan neben die Anubusstatuen platziert und die verbleibenden Abenteuer auf die Treppe am Anfang des Ganges aufgestellt. Die Zählmarker kommen auf den Startpunkt der Zählleiste am Spielfeldrand und dienen später als Punktezähler (Kramerleiste). Zuletzt werden die Startkarten gemischt und jeder Spieler bekommt fünf Startkarten, die er ohne ihre Reihenfolge zu ändern auf die Hand nimmt. Die restlichen Karten bilden den Nachziehstapel und werden verdeckt auf die entsprechende Stelle auf den Spielplan gelegt. Die Horuskarten werden nach den Leveln sortiert, gemischt und offen auf dem Horustableau ausgelegt.

### Spielablauf
Das Spiel wird über mehrere Runden gespielt, die jeweils aus verschiedenen Aktivitäten bestehen. Dabei beginnt immer der Startspieler mit seinen Zügen und danach kommen die anderen Spieler im Uhrzeigersinn an die Reihe.
Zu Beginn seines Zuges spielt der jeweils aktive Spieler eine seiner Karten aus. Er darf dabei immer nur eine der beiden äußeren Karten seiner Kartenhand ausspielen und diese nie umsortieren. Er bewegt einen seiner Arbeiter um die auf der Karte angegebene Anzahl Schritte vorwärts oder befolgt die Anweisung entsprechend der Regeln (würfeln, +/- 1 oder Horuskarten mit Sonderwerten). Der Abenteurer zieht immer von Plättchen zu Plättchen, Lücken werden übersprungen; es dürfen auch mehrere Abenteurer auf einem Plättchen stehen. Zieht ein Abenteurer an einer Anubis-Statue vorbei, an der noch einer seiner Abenteurer liegt, darf er diesen als zusätzlichen Abenteurer auf die Treppe stellen und ihn ab dem nächsten Zug ebenfalls nutzen.
Danach führt er die Aktion aus, die das Plättchen angibt, auf dem er stehengeblieben ist. Handelt es sich
- um ein Schatzplättchen, kann er dieses aufnehmen, wenn mindestens so viele Abenteurer seiner eigenen Farbe auf dem Plättchen stehen, wie auf dem Plättchen angegeben sind. Darf der Spieler einen Schatz aufnehmen, bekommt er die auf dem Plättchen angegebene Punktezahl auf der Zählleiste angerechnet. Bei Spielende kann der Spieler durch Sets von Schätzen weitere Punkte bekommen. Kommt durch die Entfernung eines Plättchens ein Symbol zum Vorschein, wird ein entsprechendes Tempelplättchen (Kobra, Falke oder Löwe) offen dort ausgelegt.
- um ein Tempelplättchen führt er die Aktion entsprechend dem Regelwerk aus.
- um ein Horusplättchen, nimmt sich der Spieler entweder einen Schlüssel aus dem Vorrat oder die oberste Karte vom Horustableau mit dem entsprechenden Symbol und fügt sie in die Kartenhand ein.
- um ein Osirisplättchen, wird der Abenteurer direkt um die angegebene Anzahl Schritte weiter bewegt und fügt die Aktion des neuen Zielplättchens aus.

Zum Abschluss des Zuges zieht der Spieler eine Karte nach und steckt diese in die Mitte seiner Kartenhand.

### Spielende und Auswertung
Das Spiel endet, wenn die ersten beiden Abenteurer die Grabkammer im Zentrum des Spialfeldes erreicht und die beiden Sarkophage geöffnet haben. Diese Abenteurer müssen die Grabkammer genau erreichen und dürfen keine Schritte verfallen lassen. Der Spieler braucht zum Betreten zudem je Abenteurer einen Schlüssel und muss diesen auf das Schlüsselsymbol legen. Die beiden ersten Abenteurer bekommen die Punkte in der Endabrechnung und die Runde wird bis zum Startspieler zu Ende gespielt. Kommen bis dahin weitere Spieler in die Grabkammer bekommen sie keine Sarkophag-Punkte.
Danach werden die Punkte für die Spieler anhand der Wertungstafel bestimmt und der Spieler mit den meisten Punkten gewinnt das Spiel. Dabei bekommen die Spieler jeweils Punkte für:
- die Position ihrer Abenteurer entsprechend der Punkte auf der Wand an ihrer aktuellen Position,
- die Punkte der Sarkophage,
- jeweils einen Punkt pro vorhandenem Schlüssel,
- Punkte für Schatzplättchen-Sets aus jeweils drei unterschiedlichen Schatztypen. Die Joker-Plättchen können dabei bis zu zwei fehlende Schätze pro Set ergänzen;
- die Punkte der erhaltenen Skarabäen.

## Ausgaben und Rezeption
Das Spiel Luxor wurde von Rüdiger Dorn entwickelt und im Jahr 2018 bei Queen Games in verschiedenen Ausgaben veröffentlicht. Für den osteuropäischen Raum erschien das Spiel zudem bei Piatnik auf Tschechisch, Ungarisch, Polnisch und Slowakisch und bei Devir erschien eine Version auf Italienisch, Portugiesisch und Spanisch.
Das Spiel wurde im Erscheinungsjahr neben Azul und The Mind für den Spielepreis Spiel des Jahres sowie für den Niederländischen Spielepreis nominiert. Die Jury des Spiel des Jahres begründete die Aufnahme wie folgt:

„Aus dieser Grabstätte weht den Abenteurern kein abgestandener Muff entgegen, sondern eine wohltuend frische Brise. Rüdiger Dorn legt mit „Luxor“ eine moderne Interpretation des Schatzsammelspiels vor, in dessen Zentrum der sowohl schnell verständliche als auch fordernde Kartenmechanismus steht. Dieser erweist sich als hervorragende Grundlage für ein immer wieder spannendes Positions-Gerangel. Da würde der Pharao selbst wohl am liebsten noch einmal mitmachen.“

## Belege
1. 1 2 3 4 5 6 7 8 9 10  Spielregeln für Luxor, Queen Games 2018.
2. ↑  
Versionen von Luxor in der Datenbank BoardGameGeek; abgerufen am 26. Dezember 2020.
3. 1 2  Luxor auf der Website des Spiel des Jahres e.V.; abgerufen am 27. Dezember 2020.